# Palácio Avenida
Palácio Avenida decorado para as festividades natalinas
O Palácio Avenida é um edifício histórico de Curitiba, capital do estado brasileiro do Paraná. Está localizado no centro da cidade, na confluência da Avenida Luiz Xavier com a travessa Oliveira Bello.

## Histórico

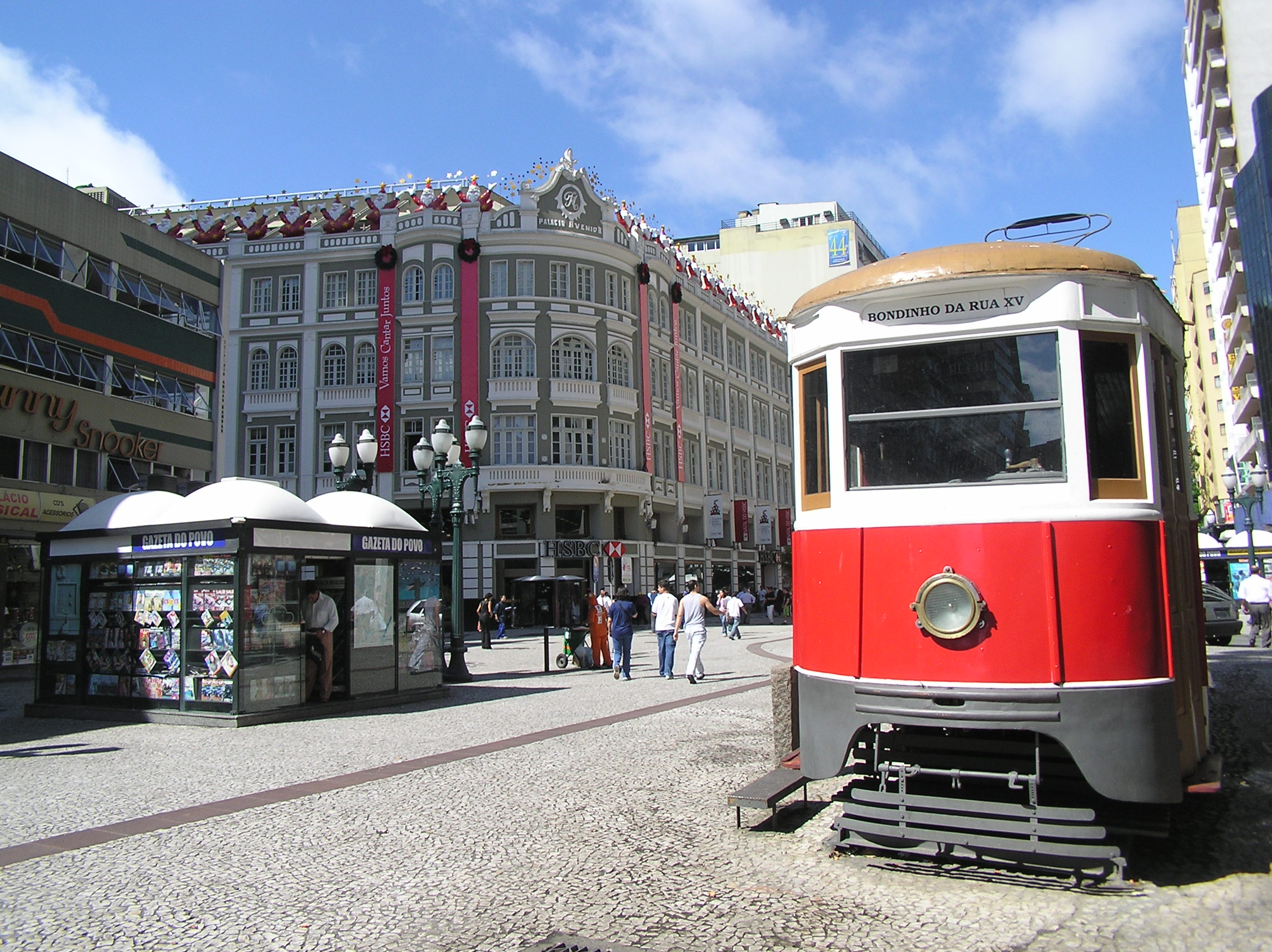
Palácio Avenida (ao fundo) com decoração do HSBC, então proprietário do imóvel

A edificação, construída a partir de 1927 e inaugurada em 1929, foi erguida pelo imigrante e empresário sírio-libanês Feres Merhy, com projeto arquitetônico original de Valentim Freitas, Bernardino Assumpção Oliveira e Bortolo Bergonse.
Ao longo de sua história, o imponente complexo de cerca de 18 mil metros quadrados, abrigou escritórios, lojas, cafés (como o folclórico Café Guairacá) e o Cine Avenida, uma das primeiras salas de exibição da capital paranaense. 
Em 1968, o prédio foi adquirido pela banco Bamerindus e desde esse momento, o local foi sendo desocupado parcialmente ao longo de anos, até que no final da década de 1980 estava abandonado e atingiu seu ponto de maior degradação estrutural, com apenas sua fachada relativamente intacta. É neste período que o banco iniciou sua reforma, reconstruindo a parte interna e restaurando toda sua fachada original. Em 5 de março de 1991, foi reinaugurado para ser a sede do banco. 
Com a extinção do Bamerindus, toda sua estrutura, inclusive o prédio, foi vendida para o Hong Kong and Shanghai Banking Corporation (HSBC), e desta maneira, tornou-se a sede nacional do HSBC Bank Brasil.
Em 2016, o HSBC vendeu sua subsidiária para o Bradesco, tornando-se o edifício, sede regional da instituição.
O andar térreo é uma agência bancária, enquanto próximo ao terraço esta instalado o "Teatro Avenida", que tem capacidade para 250 espectadores.

## Natal do Palácio Avenida
Desde 1991, é realizado nas janelas do edifício o espetáculo "Natal do Palácio Avenida", com apresentações de um coral de crianças que cantam músicas tradicionais do Natal e alguns sucessos da MPB, acompanhadas de uma performance teatral ou musical de uma celebridade convidada como mestre de cerimônia. O evento tornou-se bastante representativo das festividades de fim-de-ano na cidade e é conhecido em todo o Brasil, recebendo intenso afluxo de turistas.
No natal de 2020, o evento presencial não ocorreu por causa da pandemia de COVID-19. Mesmo assim, o coral de crianças apresentou-se em um único dia, sem a presença de publico, e o espetáculo, com o tema “A Grande História de Natal” foi transmitido, ao vivo, pela internet.